# Forze speciali

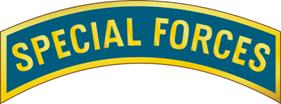
Mostrina adottata delle forze speciali statunitensi.

Le forze speciali sono delle unità militari per condurre operazioni militari ad alto rischio, appositamente designate, organizzate, selezionate, addestrate ed equipaggiate utilizzando tecniche e modalità di impiego non convenzionali.

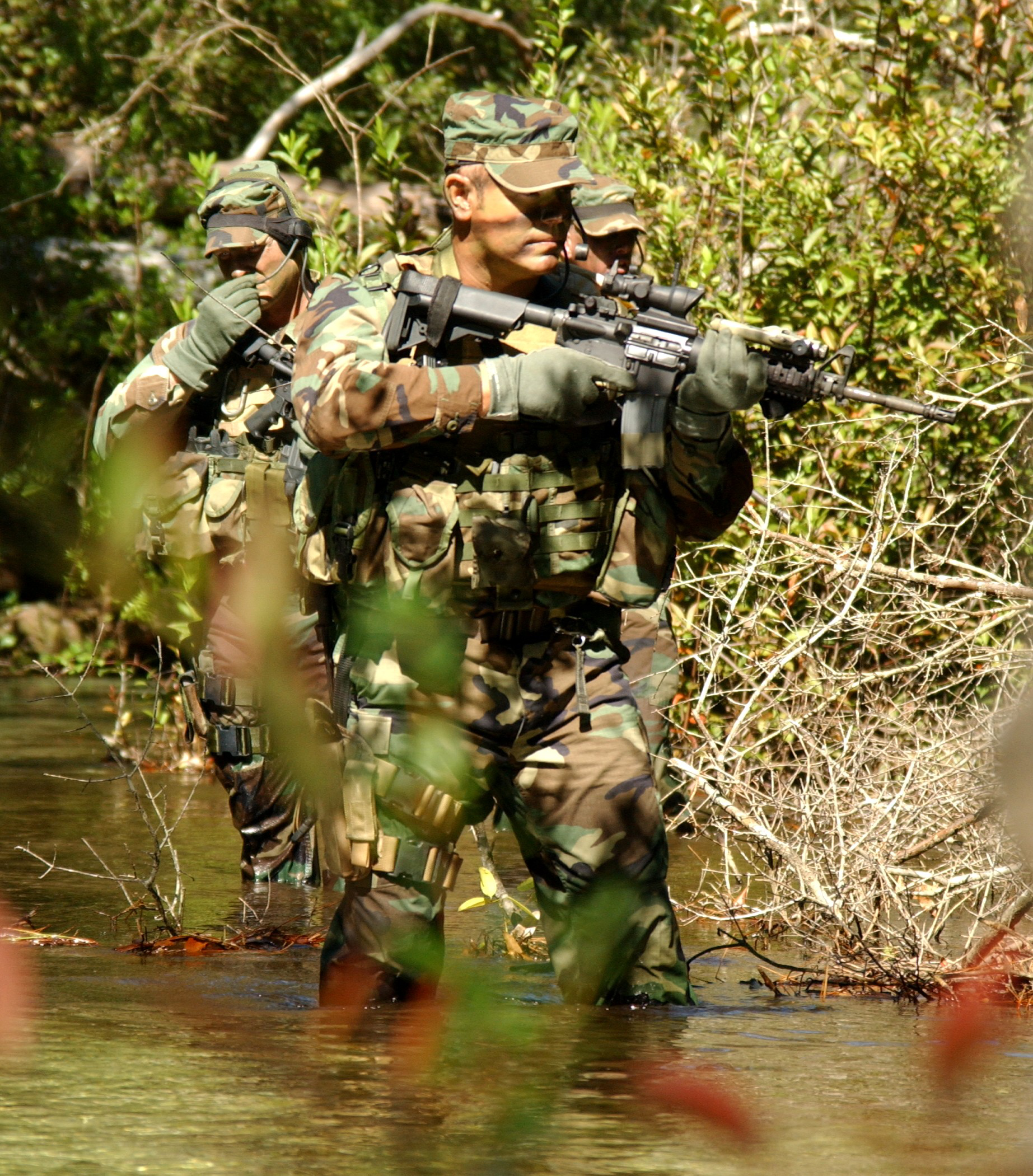
Truppe dell'AFSOC statunitense in addestramento a Hurlburt Field (Florida) nel 2005.

 I loro appartenenti vengono definiti incursori.
Le forze speciali emergono all'inizio del XX secolo, con una crescita significativa sul campo durante la seconda guerra mondiale, quando le parti coinvolte crearono formazioni dedicate alle operazioni speciali dietro le linee nemiche.
Negli Stati Uniti il termine forze speciali è generalmente impiegato per riferirsi alle United States Army Special Forces (berretti verdi), mentre il termine forze di operazioni speciali (special operations forces - SOF) è generalmente utilizzato negli altri paesi per definire questi tipi di unità. Nei paesi russofoni, le forze speciali di qualunque paese sono tipicamente chiamate in russo спецназ?, spetsnaz (che letteralmente significa uso speciale).

## Storia
Le origini di queste unità speciali vanno ricercate nelle truppe d'assalto, costituite nel corso della prima guerra mondiale, prima dai tedeschi nel 1915 (Stoßtrupp) e nel 1917 dagli italiani (Arditi).

### La seconda guerra mondiale

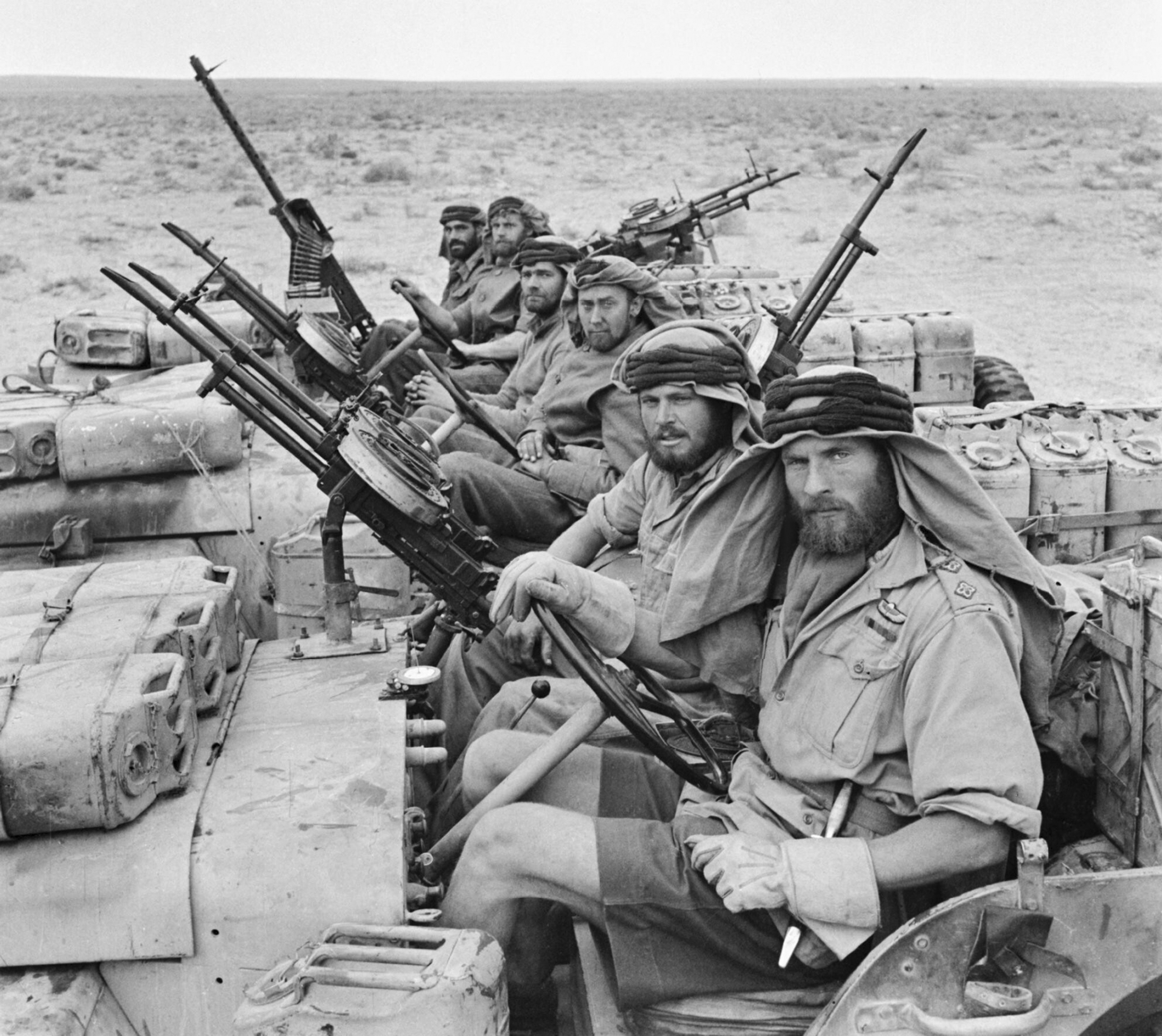
SAS in Africa, 1943

Il 1º luglio 1939, in Italia a La Spezia, nacque la Iª Flottiglia MAS, nel 1941 ridenominata Xª Flottiglia MAS, uno dei primi tipi di tali unità al mondo, mentre nel giugno 1940 furono creati i British Commandos.
Altri reparti speciali nascono nel corso della seconda guerra mondiale: i SAS inglesi nel 1941, i Friedenthaler Jagdverbände di Otto Skorzeny o gli Spetsnaz della Marina sovietica.
Sebbene nel 1942 fossero nati i primi Marine Raiders statunitensi, solo nel 1952, a Fort Bragg, North Carolina, (USA) nasce il primo centro di addestramento per SOC, con la costituzione dei Berretti verdi, cui nei primi anni '60 seguono i Seals della Marina Usa, mentre la Delta Force venne creata successivamente, nel 1977.

### Il secondo dopoguerra e la guerra fredda
Durante la seconda metà del XX secolo, le forze speciali sono diventate più importanti, poiché i governi hanno scoperto che a volte gli obiettivi possono essere meglio raggiunti da un piccolo gruppo di specialisti anonimi, invece che da un dispiegamento convenzionale più ampio e molto più politicamente controverso. 

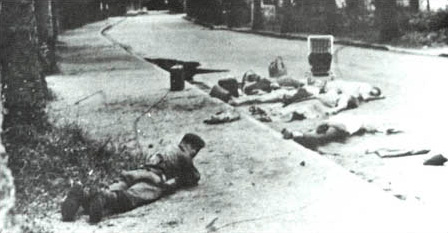
Commando belga durante l'operazione Dragon Rouge a Stanleyville nel 1964: a terra civili europei uccisi poco prima dell'arrivo delle forze speciali

Hanno preso parte ad operazioni militari sia in tempo di guerra che in tempo di pace. Le forze speciali belghe dalla fine degli anni '50 sono intervenuti nella lunga crisi del Congo e in Africa centrale.
A seguire queste unità hanno condotto famose operazioni speciali e operato in diversi conflitti: la guerra civile in Laos, la guerra indo-pakistana del 1971, la guerra del Vietnam, la guerra coloniale portoghese, l'operazione Entebbe, la guerra di frontiera sudafricana, la guerra delle Falkland, il conflitto nordirlandese, la prima e la seconda guerra del Golfo, la guerra in Afghanistan, guerra d'indipendenza croata, la guerra del Kosovo, la guerra in Bosnia ed Erzegovina, la prima e la seconda guerra cecena, l'assedio dell'ambasciata iraniana (Londra), il dirottamento del volo Air France 8969, l'operazione Scudo difensivo, l'operazione Khukri, la crisi degli ostaggi al teatro di Mosca, l'operazione Orchard, la crisi degli ostaggi dell'ambasciata giapponese (Lima), nello Sri Lanka contro le LTTE.

### XXI secolo
L'invasione statunitense dell'Afghanistan ha coinvolto le forze speciali di diverse nazioni della coalizione, che hanno svolto un ruolo importante nel rimuovere i talebani dal potere nel 2001-2002. Le forze speciali hanno continuato a svolgere un ruolo nella lotta contro i talebani nelle operazioni successive (guerra in Afghanistan (2001-2021)).

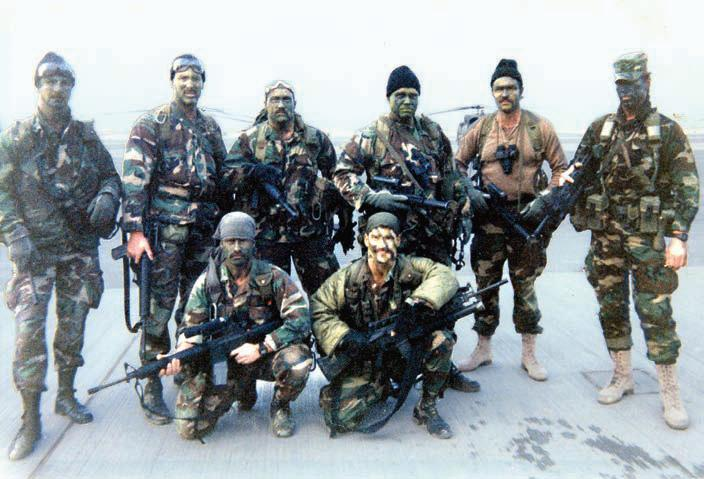
Foto dell'unità "ODA 525" scattata giusto prima della loro infiltrazione in Iraq nel febbraio 1991

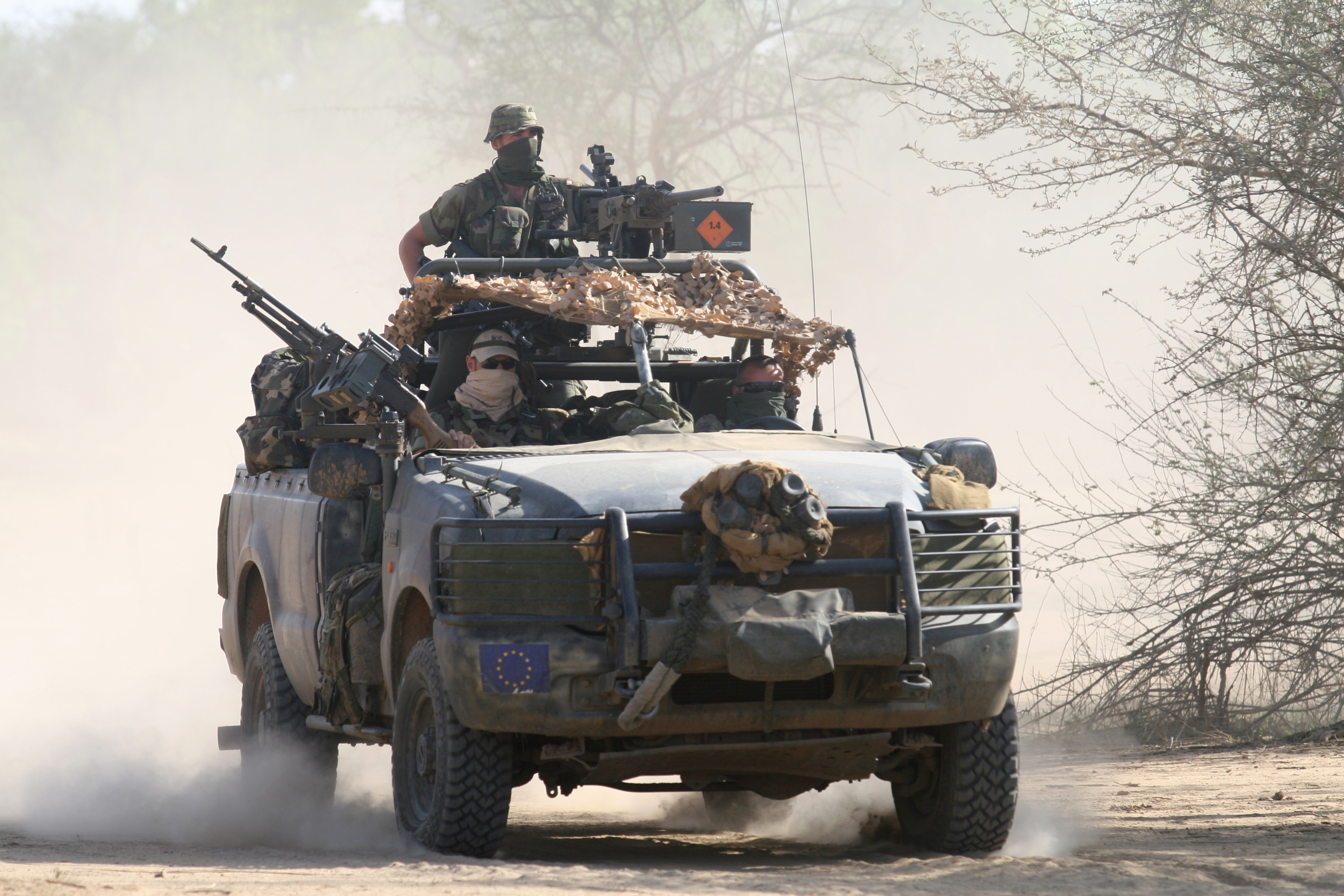
Irish Army Ranger Wing (ARW) di pattuglia su un Special Reconnaissance Vehicle (SRV) in Ciad nel contesto dell'operazione EUFOR Tchad/RCA nel 2008

L'ammiraglio William H. McRaven, ex nono comandante del "United States Special Operations Command" (2011-2014) ha descritto i due approcci alle operazioni delle forze speciali nella dichiarazione sulla postura del 2012 al United States Senate Committee on Armed Services: "l'approccio diretto si caratterizza da una piccola unità tecnologicamente abilitata con letalità di precisione, intelligence focalizzata e cooperazione inter-agenzia integrata su un campo di battaglia digitalmente collegato", mentre "l'approccio indiretto include il rafforzamento delle forze delle nazioni ospitanti, fornendo assistenza adeguata alle agenzie umanitarie e coinvolgendo le popolazioni chiave."
Elementi del potere nazionale devono essere schierati di concerto senza fare eccessivo affidamento su una singola capacità, come le forze speciali, che lascia l'intera forza impreparata e vuota nello spettro delle operazioni militari.
Poiché le limitazioni di genere sono state rimosse in molte parti del mondo, le donne possono partecipare alle selezioni per le unità di forze speciali, e nel 2014 il Forsvarets spesialkommando norvegese ha creato una unità di sole donne, la Jegertroppen.

## Definizioni
Secondo la definizione NATO, le operazioni speciali sono attività militari condotte da forze specialmente designate, organizzate, selezionate, addestrate e equipaggiate, utilizzanti delle tecniche e dei modi d'azione non convenzionali.
Secondo il glossario NATO-Russia del 2001:
- Special operations – Operazioni speciali: attività militari condotte da delle forze specialmente designate, organizzate, addestrate ed equipaggiate, utilizzanti delle tecniche operative e dei modi d'azioni inabituali alle forze convenzionali. Queste attività sono condotte in tutta la gamma della operazioni militari, indipendentemente delle operazioni di forze convenzionali, o in conordinazione con queste, per ottenere degli obiettivi politici, militari, psicologici ed economici. Delle considerazioni politico-militari possono necessitare il ricorso a delle tecniche clandestine o discrete e l'accettazione di un livello di rischio fisico e politico non compatibile con le operazioni convenzionali.
- Special-operations force – Forza di operazioni speciali: forza comprendente dei gruppi speciali di effettivi militari selezionati, dotanti la NATO di capacità uniche in materia di ricognizione speciale, di azione diretta e di assistenza militare nelle missioni difficili, pericolose e a volte politicamente sensibili effettuate per il comandante del teatro.
- Special-operations forces – Forze di operazioni speciali: Grandi unità, unità e unità elementari delle forze armate assegnate alle operazioni speciali di ricognizione e di sabotaggio, di sovversione e altre operazioni speciali sul territorio di paesi stranieri. In tempo di guerra, esse possono inoltre effettuare delle missioni di spionaggio, prendere o distruggere obiettivi importanti, condurre delle operazioni psicologiche e organizzare dei movimenti di insubordinazione alle retrovie del nemico. Le Forze federali russe possiedono delle brigate, battaglioni e compagnie di operazioni speciali che sono integrate nelle forze e nei mezzi di ricognizione e spionaggio dei distretti militari o delle armate frontali, delle flotte, delle armate o dei corpi d'armate. Chiamate anche forze speciali; forze di impiego speciale.

Secondo il glossario del DOD:
- special operations forces — Those Active and Reserve Component forces of the Services designated by the Secretary of Defense and specifically organized, trained, and equipped to conduct and support special operations. Also called SOF. See also Air Force special operations forces; Army special operations forces; Navy special operations forces. (JP 3-05)
- special operations — Operations requiring unique modes of employment, tactical techniques, equipment and training often conducted in hostile, denied, or politically sensitive environments and characterized by one or more of the following: time sensitive, clandestine, low visibility, conduct ed with and/or through indigenous forces, requiring regional expertise, and/or a high degree of risk. (JP 3-05)

Vi sono poi truppe altamente addestrate come le 11e brigade parachutiste, la Légion étrangère, i Marines, i Royal Marines, la Brigata paracadutisti "Folgore", la Brigata marina "San Marco", che non sono inquadrate come unità di forze speciali secondo la definizione della NATO; anche se, in alcuni casi, queste integrano una componente che può svolgere operazioni speciali di supporto.
Vi è infine una informale classificazione nelle forze armate statunitensi, con la struttura a "livelli" (Tier) tra operatori speciali e membri delle forze convenzionali che rappresenta un sistema di classificazione non ufficiale delle unità, basato sulle loro capacità e missioni.
- Tier One (Special Mission Unit - SMU) - forze per missioni speciali altamente segrete[11]
- Tier 2 - forze per operazioni speciali (SOF)
- Tier 3 - Forze per operazioni non speciali

Queste unità militari vanno in ogni caso nettamente distinte dalle unità tattiche di polizia (gendarmeria, polizia o polizia militare) come le SWAT statunitensi,  le francesi GIGN e RAID, i NOCS e AT-PI italiani o di altre unità d'élite di polizia (teste di cuoio) che non sono forze speciali.

## Caratteristiche

### Descrizione
Esse sono unità appositamente designate delle forze armate a condurre delle operazioni militari speciali. A unità di questo tipo sono demandati i compiti più difficili, che i militari o agenti del resto del corpo non sono addestrati ad affrontare. Per questo motivo l'accesso alle unità d'élite è generalmente subordinato ad una severa selezione e ad un addestramento impegnativo.
Gli operatori delle unità di forze speciali sono solitamente impiegati in piccole unità, anche di tipo commando, dedicate ad operazioni caratterizzate da alto rischio ed elevato livello di tecnica ed addestrati alla singola missione che viene preventivamente pianificata, provata (eventualmente con simulazione della situazione e delle prevedibili evoluzioni) e discussa.

### Addestramento ed attività

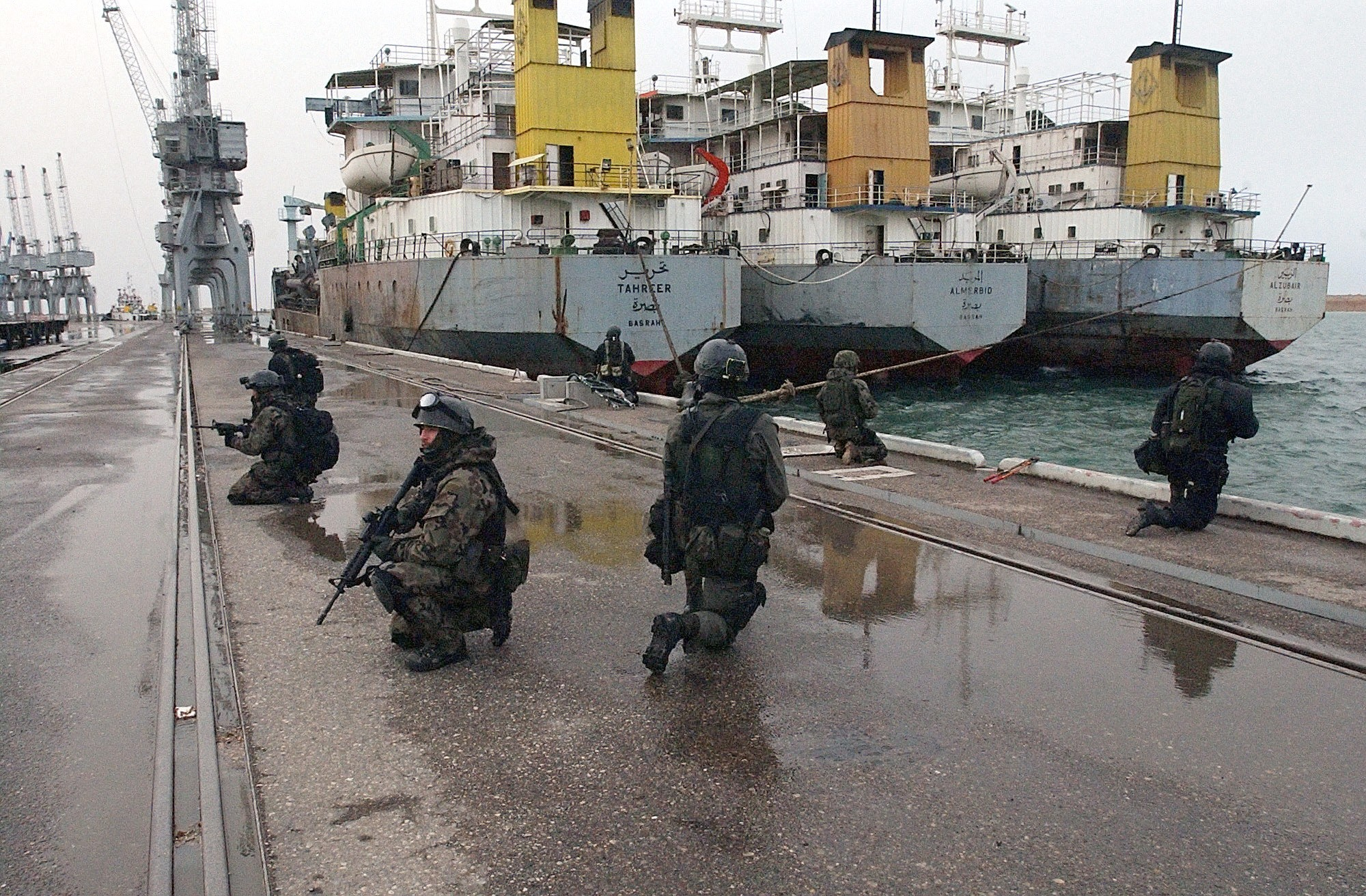
Truppe del GROM polacco nel porto di Umm Qasr (Iraq) nel 2003.

Gli addestramenti comprendono in genere corsi di roccia, armamento, topografia, combattimento corpo a corpo, paracadutismo, discesa in corsa da veicoli e da elicotteri, guida veloce, psicologia, criminologia, medicina, lingue e spionaggio. A seconda dei teatri e dei contesti operativi, le forze speciali possono realizzare funzioni includenti guerriglia e controguerriglia, antiterrorismo, intelligence, covert operations, azione diretta, liberazione ostaggi, ricerca-cattura-eliminazione di obiettivi ad alto valore, operazioni di tipo C4ISTAR, operazioni mobili e guerra non convenzionale.
Solitamente le azioni dei corpi speciali sono eseguite da appositi gruppi operativi addestrati alla singola missione che viene preventivamente pianificata, provata (eventualmente con simulazione della situazione e delle prevedibili evoluzioni) e discussa. Esempi di attività possono essere:
- Azioni dirette;
- Assistenza militare;
- Ricognizioni speciali.
- Operazioni anti-terrorismo;
- Evacuazione di connazionali da Stati del mondo a rischio;
- Controproliferazione di materiale chimico-batteriologico.

### Contesto operativo
Operano generalmente in ambienti e contesti particolarmente ostili anche a grande distanza dalle unità amiche. Esse consistono in un complesso di movimenti e trasferimenti intermodali, multiambientali e normalmente non palesi o discreti, nonché in comunicazioni, attività logistiche e azioni sull'obiettivo con cui un'unità di limitata consistenza organica ma di elevato profilo operativo si infiltra in un'area obiettivo, consegue nella stessa risultati di rilevanza strategica e successivamente rientra alla propria base.

### Tattiche militari
La maggior parte delle forze armate convenzionali, e dei rispettivi ufficiali, sono riluttanti ad impiegare forze militari irregolari, viste come inaffidabili, di dubbia utilità militare, e inclini a commettere atrocità che suscitano reazioni della stessa natura. Di norma tali forze sono istituite al di fuori dell'esercito regolare, per esempio il SOE britannico nella seconda guerra mondiale, o la Special Activities Division della CIA in tempi più recenti. Tuttavia in alcuni casi, e talvolta per disperazione, forze armate convenzionali fanno ricorso a tattiche di guerriglia, di solito per concedersi spazio e tempo di respirare, nell'imbrigliare le forze nemiche insidiandone le linee di comunicazione e retrovie, come ad esempio il 43rd Battalion, Virginia Cavalry (guerra di secessione americana) e i Chindits.
Benché appartengano ad un esercito regolare, le United States Army Special Forces sono addestrate, fra l'altro, anche ad applicare le tattiche delle forze irregolari. Tuttavia, al di fuori degli Stati Uniti il termine "forze speciali" non implica generalmente una forza addestrata a combattere come i guerriglieri e gli insorgenti. In origine, le United States Special Forces erano state create per costituire l'ossatura su cui costruire forze di resistenza stay-behind nel caso di vittoria comunista in Europa ed altrove. Le United States Special Forces e la Special Activities Division della CIA possano vantare la discendenza dagli operatori OSS nella seconda guerra mondiale, incaricati di ispirare, addestrare, armare ed istruire i movimenti di resistenza ai nazisti che occupavano l'Europa e ai giapponesi che occupavano l'Asia.
In Finlandia, le ben addestrate unità di fanteria leggera Sissi usano tattiche irregolari come ricognizione, sabotaggio e operazioni di guerriglia dietro le linee nemiche.

## Nel mondo

### Francia

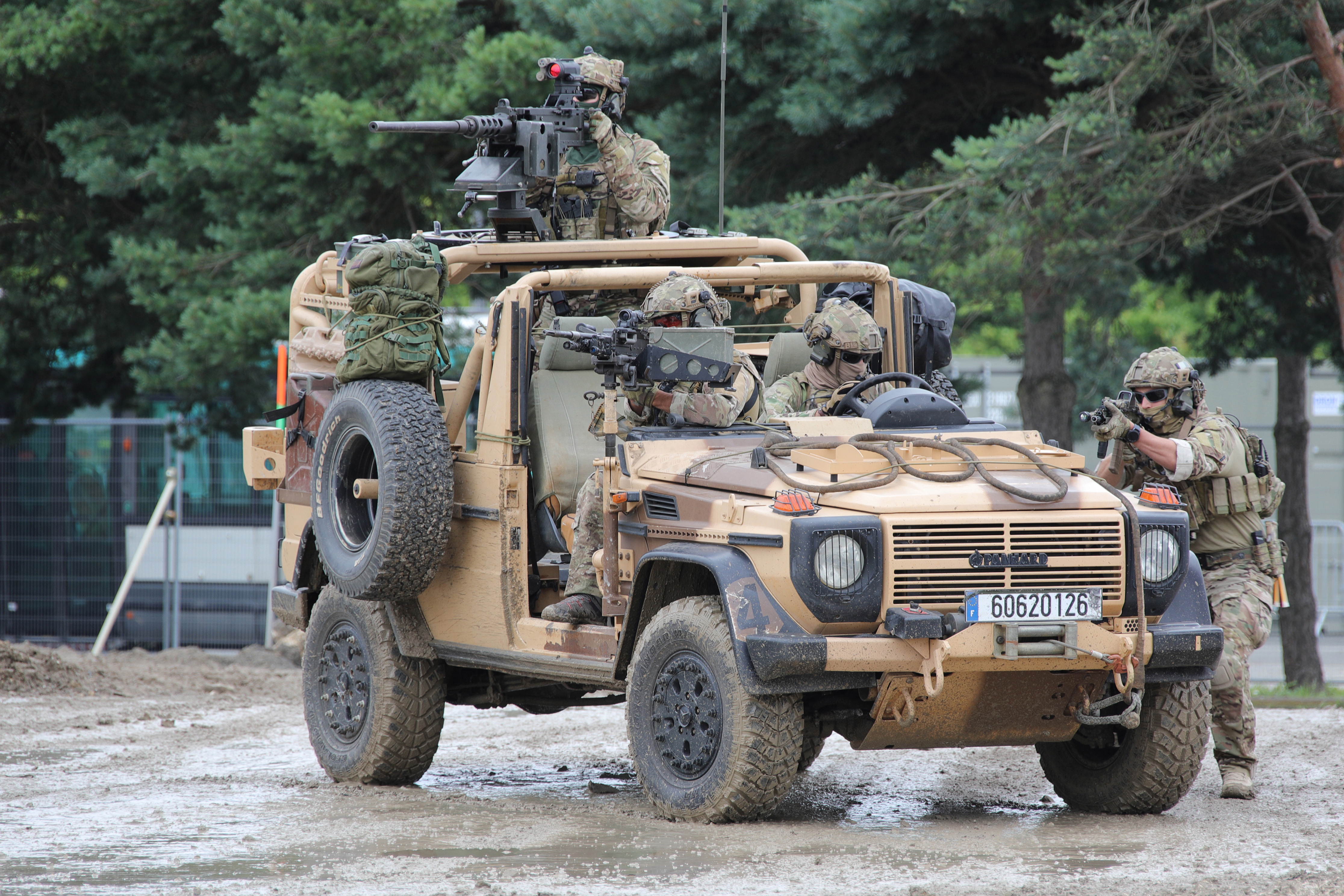
Dimostrazione di una liberazione di ostaggi di forze speciali francesi

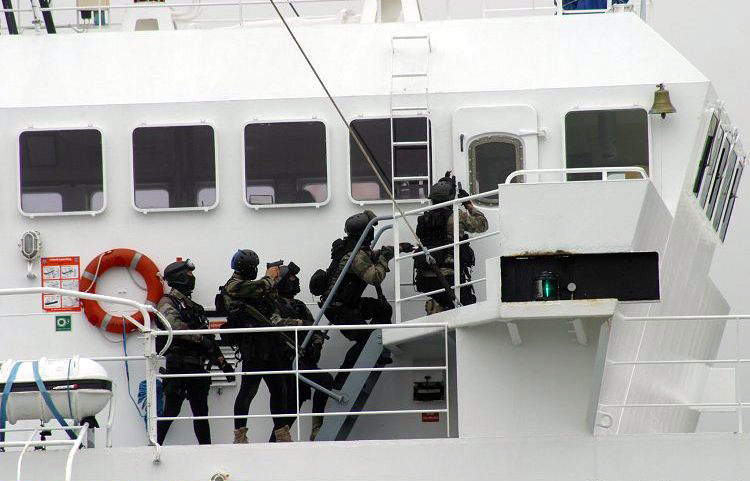
Dimostrazione d'assalto del Commando Jauber della marina francese

Le forze speciali francesi sono organizzate sotto il Commandement des opérations spéciales (COS). Di seguito, le tre unità di comando delle forze speciali (in grassetto) e le differenti unità ad esse subordinate:
- il Commandement des forces spéciales terre (COM FST), dell'Armée de terre,
  - 1er régiment de parachutistes d'infanterie de marine (1er RPIMa), basato a Bayonne,
  - 13e régiment de dragons parachutistes (13e RDP), basato a Dieuze,
  - 4e régiment d'hélicoptères des forces spéciales (4e RHFS), basato a Pau,
  - Compagnie de commandement et de transmissions des forces spéciales (CCT FS), basata a Pau,
  - Groupement d'appui aux opérations spéciales (GAOS).
  - Académie des forces spéciales (Centre Arès) (Académie FS), basata a Pau.
- la Force maritime des fusiliers marins et commandos (FORFUSCO), della Marine nationale,
  - Commando marine
    - Commando Trépel, basato a Lorient,
    - Commando Jaubert, basato a Lorient,
    - Commando de Penfentenyo, basato a Lorient,
    - Commando de Montfort, basato a Lorient,
    - Commando Kieffer, basato a Lorient,
    - Commando Ponchardier, basato a Lanester,
    - Commando Hubert, basato a Saint-Mandrier-sur-Mer.
- il Bureau forces spéciales (BFS), dell'Armée de l'air.
  - Brigade aérienne des forces de sécurité et d'intervention (BAFSI)
    - Commando parachutiste de l'air n° 10 (CPA 10), basato sulla BA 123 Orléans-Bricy, vicino a Orléans,

  - Escadron de transport 3/61 Poitou (ET 3/61), basato sulla BA 123 Orléans-Bricy, vicino a Orléans.

L'intelligence francese utilizza per le sue operazioni all'estero anche unità di forze speciali:
- Direction générale de la sécurité extérieure (DGSE)
  - Division des Operations
    - Service Action

### Italia

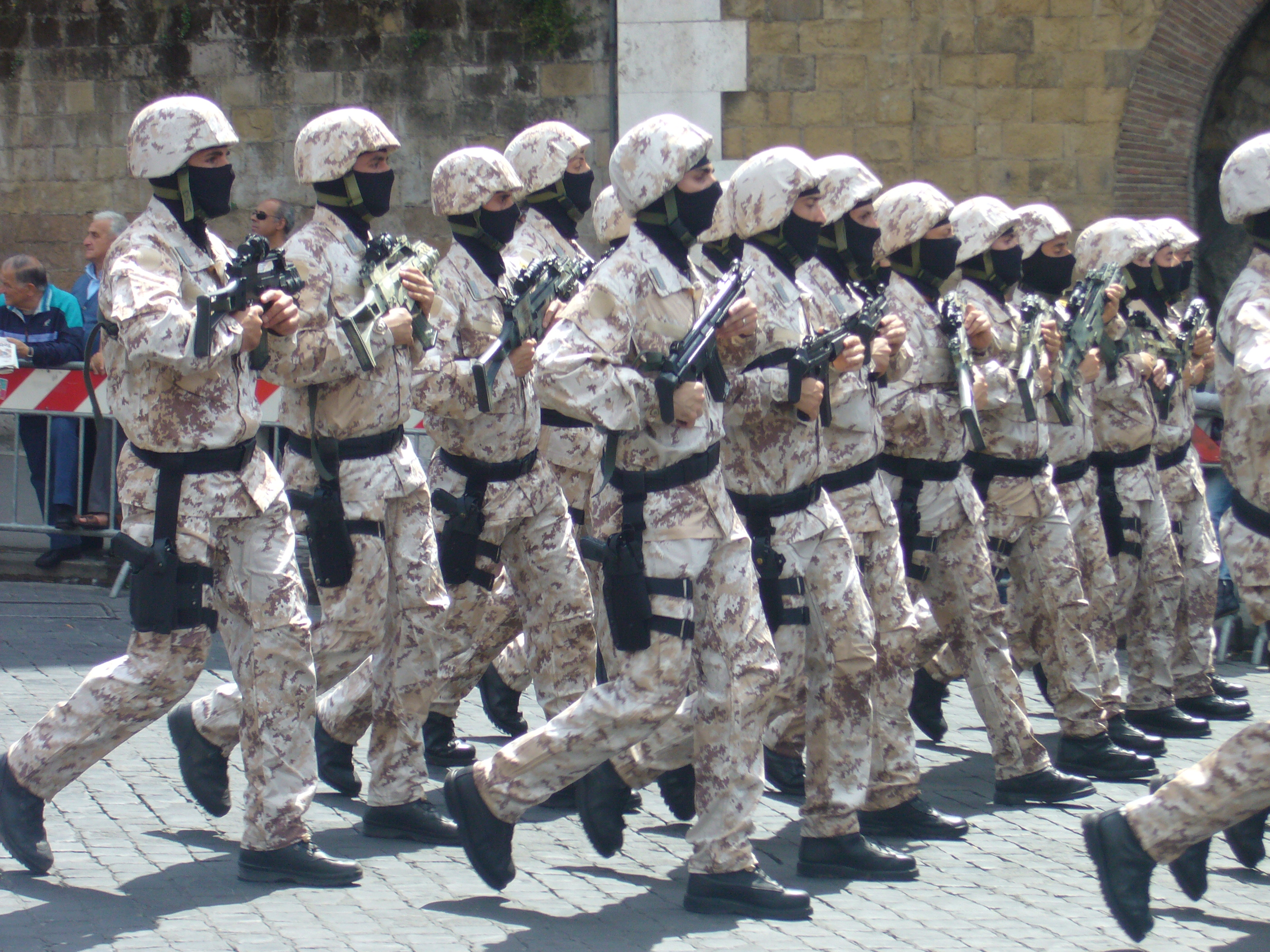
Carabinieri del GIS in tenuta da deserto

Le forze speciali italiane sono organizzate sotto il Comando interforze per le operazioni delle forze speciali (COFS). Le unità di forze speciali sono:
- il 9º Reggimento d'assalto paracadutisti "Col Moschin", dell'Esercito Italiano,
- il 4º Reggimento alpini paracadutisti "Monte Cervino", dell'Esercito Italiano, già Battaglione alpini paracadutisti "Monte Cervino",
- il 1º Reggimento Carabinieri Paracadutisti "Tuscania" dell'Arma dei Carabinieri
- il Gruppo di Intervento Speciale (G.I.S.), dell'Arma dei Carabinieri
- il 17º Stormo incursori, dell'Aeronautica Militare,
- il Gruppo Operativo Incursori, della Marina Militare,
- il 185º Reggimento paracadutisti ricognizione acquisizione obiettivi "Folgore", dell'Esercito Italiano.

Queste operano in stretto contatto con le forze di supporto operativo per operazioni speciali (SOOS):
- il 3º Reggimento elicotteri per operazioni speciali "Aldebaran", dell'Esercito Italiano,
- il 21º Gruppo Volo del 9º Stormo "Francesco Baracca", dell'Aeronautica Militare,
- il Reparto Eliassalto del 1º Gruppo elicotteri (Marina Militare)
- l'11º Reggimento trasmissioni, dell'Esercito Italiano.

### Regno Unito

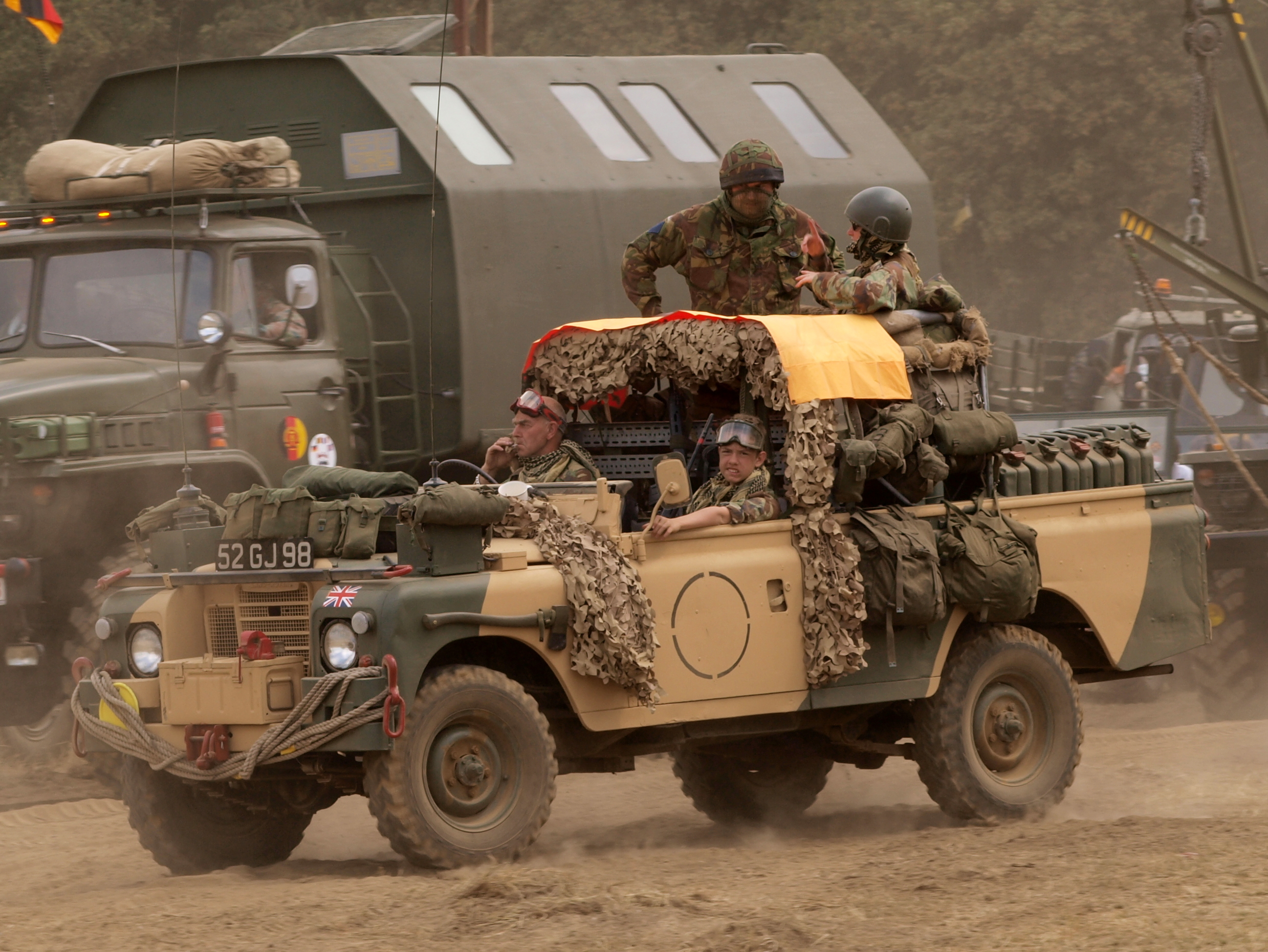
Reparto SAS su Land rover

Le forze speciali britanniche sono organizzate sotto l'United Kingdom Special Forces (UKSF). Le unità di forze speciali sono:
- il 22 Special Air Service, delle British Armed Forces,
- il Special Reconnaissance Regiment, delle British Armed Forces,
- il 18 Signal Regiment, delle British Armed Forces,
- il Special Boat Service, del Naval Service,
- il Special Boat Service (Reserve), del Naval Service,
- il Special Forces Support Group, delle British Armed Forces con personale del Naval Service e della Royal Air Force,
- il Joint Special Forces Aviation Wing, unità congiunte di British Armed Forces e Royal Air Force.

### Russia

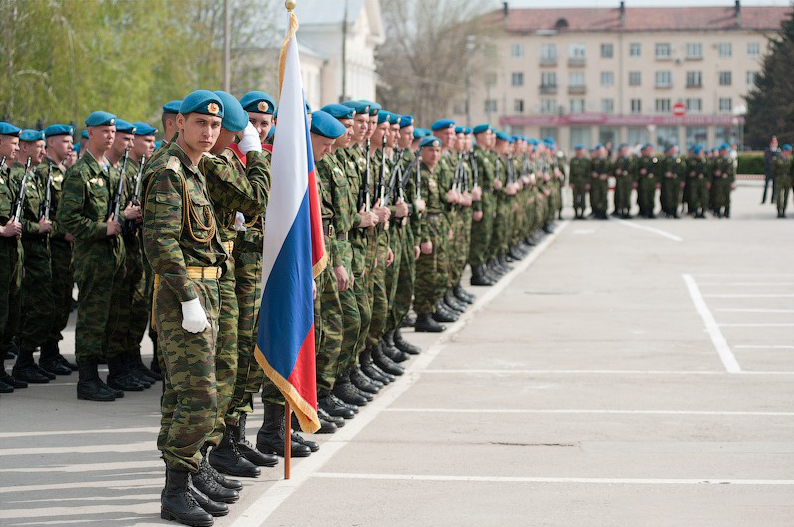
Truppe del 3-â otdelʹnaâ gvardejskaâ brigada specialʹnogo naznačeniâ in parata

Le forze speciali russe sono le Truppe per usi speciali della Federazione Russa (in russo Войска специального назначения Российской Федерации?, Vojska specialʹnogo naznačeniâ Rossijskoj Federacii), dette, nel gergo militare e nel linguaggio comune, Specnaz. Esse sono inquadrate in diversi comandi:
- Formazioni di forze speciali del Vooružënnye Sily Rossijskoj Federacii
  - Formazioni di forze speciali del Glavnoe razvedyvatel'noe upravlenie
  - Formazioni di forze speciali del Sily specialʹnyh operacij Rossijskoj Federacii
  - Punti di ricognizione marina del Glavnoe razvedyvatel'noe upravlenie
  - Formazioni di forze speciali del Vozdušno-desantnye vojska
  - Formazioni di forze speciali del Voenno-morskoj flot (Federazione Russa)
- Unità speciali di servizi speciali
  - Formazioni di forze speciali del Federal'naja služba bezopasnosti
  - Formazioni di forze speciali del Pograničnaja služba Rossii
  - Formazioni di forze speciali del Služba vnešnej razvedki
  - Formazioni di forze speciali del Ministero degli affari interni della Russia
  - Formazioni di forze speciali del Vojsk nacionalʹnoj gvardii
  - Formazioni di forze speciali del Federalʹnaâ služba vojsk nacionalʹnoj gvardii (Rosgvardiâ)
  - Formazioni di forze speciali del Federalʹnaâ služba ispolneniâ nakazanij
  - Formazioni di forze speciali del Federalʹnaâ služba sudebnyh pristavov
  - Formazioni di forze speciali del Federalʹnaâ tamožennaâ služba
  - Formazioni di forze speciali del MČS Rossii
  - Formazioni di forze speciali del FGUP «SVÂZʹʹ-bezopasnostʹ»

### Stati Uniti d'America

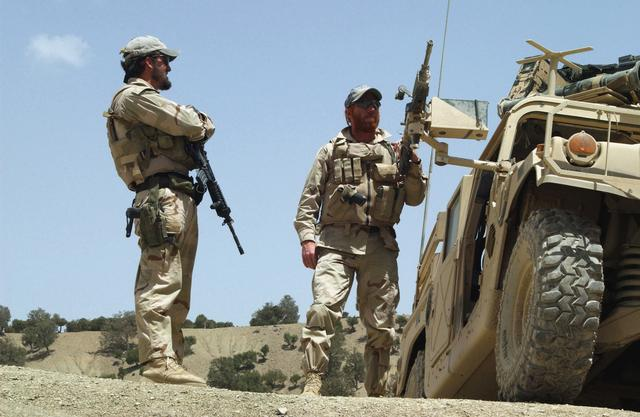
Berretti verdi di pattuglia in Afghanistan

Le forze speciali statunitensi sono organizzate sotto l'United States Special Operations Command (USSOCOM). Le unità di comando delle forze speciali sono:
- l'United States Army Special Operations Command, (United States Army)
  - United States Army Special Forces
- l'United States Naval Special Warfare Command, (United States Navy)
  - Navy SEAL
- l'Air Force Special Operations Command, (United States Air Force)
- il Marine Corps Forces Special Operations Command (MARSOC) dell'United States Marine Corps
- il Joint Special Operations Command, unità missioni speciali di U.S. Army, Navy e Air Force.

### Spagna
- Forze speciali spagnole